# Alfonso Hoefer Hombach
Alfonso Hoefer Hombach CM (ur. 12 maja 1911 w Kolonii, zm. 15 grudnia 1989) – niemiecki duchowny katolicki posługujący w Kostaryce, wikariusz apostolski Limón 1958-1979.

## Życiorys
7 stycznia 1958 papież Jan XXIII mianował go wikariuszem apostolskim Limón ze stolicą tytularną Thebae Phthiotides. 11 kwietnia 1958 z rąk arcybiskupa Gennariego Veroliny przyjął sakrę biskupią. 15 listopada 1979 ze względu na wiek złożył rezygnację z zajmowanej funkcji.
Zmarł 15 grudnia 1989.